# زاك الي
زاك الي (بالإنجليزية: Zac Aley)‏ (17 أغسطس 1991 في المملكة المتحدة - ) هو لاعب كرة قدم بريطاني في مركز الهجوم. لعب مع بلاكبيرن روفرز ونادي ساوثبورت.

## وصلات خارجية
- زاك الي على موقع قاعدة بيانات كرة القدم.إي يو (الإنجليزية)
- زاك الي على موقع Soccerbase.com (لاعب) (الإنجليزية)